# Горња Белица
Горња Белица (мкд. Горна Белица, на аромунском: Beala di Supra, алб. Belica e Epërme, грч. Άνω Μπεάλα, Ано Беала) је насеље у Северној Македонији, у крајње западном делу државе. Горња Белица припада општини Струга.

## Географија
Насеље Горња Белица је смештено у крајње западном делу Северне Македоније, близу државне границе са Албанијом (2,5 km југозападно од насеља). Од најближег града, Струге, насеље је удаљено 15 km северозападно.
Горња Белица се налази у историјској области Горњи Дримкол, која се обухвата северну обалу Охридског језера, око истока Црног Дрима из језера. Насеље је смештено на планини Јабланици, на знатној надморској висини од 1.400 метара. Источно од насеља планина се спушта у Струшко поље.
Клима у насељу је планинска због знатне надморске висине.

## Историја
Крајем 19. века апсолутну већину становника села чинили су Цинцари и било је део Стругашке нахије у оквиру Османског царства. Село су основали досељеници из Москопоља чији се остаци налазе у данашњој Албанији, део је дошао и из данашње Грчке. Према подацима из 1873. године село је имало 305 Цинцара и 45 Словена. Према подацима бугарског Васила К'ночова, 1900. године насеље је имало 850 Цинцара и 150 Албанаца. Пет година касније према Дмитру Мишевом село је имало око 1200 становника углавном Цинцара.

## Становништво
Горња Белица је према последњем попису из 2002. године имала 1 становника.
Већину становништва насеља чине етнички Македонци (100%). Некада су Цинцари били искључиво становништво.
Претежна вероисповест је православље.